# Historia LGBT en Canadá
Este artículo presenta una visión general sobre la historia de las personas lesbianas, gais, bisexuales y trans (LGBT) en Canadá. Desde el periodo colonial hasta 1969, las actividades relacionadas con la diversidad sexual fueron consideradas delitos, hasta que se aprobó la Ley C-150. Aunque hoy en día existen leyes que prohíben la discriminación, esta aún persiste en distintos ámbitos. 

## SigloXVII
El primer proceso penal en Nueva Francia relacionado con la homosexualidad ocurrió en septiembre de 1648. En ese caso, un tamborilero militar asignado a la guarnición francesa de Ville-Marie fue condenado a la horca por sodomía, tras ser juzgado por sacerdotes sulpicianos.Sin embargo, gracias a la intervención de los jesuitas en la ciudad de Quebec, su pena fue cambiada: en lugar de ser ejecutado, se le ofreció el cargo de primer verdugo permanente de Nueva Francia.Como solo él fue procesado, muchos historiadores creen que su compañero sexual era probablemente un hombre de las Primeras Naciones, quien no estaba sometido a las leyes religiosas impuestas por los franceses.

## SigloXVIII
Durante la época colonial en Canadá, se impuso a las Primeras Naciones un sistema de creencias y valores de origen europeo. En este contexto, los misioneros comenzaron a documentar algunas de las primeras observaciones sobre las expresiones LGBT en los pueblos originarios. Uno de ellos fue el jesuita Joseph François Lafitau, quien vivió seis años entre los iroqueses a partir de 1711 y realizó importantes estudios sobre su sociedad.En cuanto a las identidades transgénero que observó, escribió que «Si hubo mujeres con coraje varonil que se enorgullecían de la profesión de guerrera, que parece ser exclusiva de los hombres, también hubo hombres lo suficientemente cobardes como para vivir como mujeres».

## SigloXIX
Aunque en la Norteamérica británica la homosexualidad entre hombres también era castigada con la pena de muerte, las autoridades políticas solían mostrarse reacias a hacerla cumplir, al igual que ocurría en Nueva Francia. Si bien muchos hombres fueron condenados a muerte por delitos de sodomía, hay muy pocos registros que indiquen que se haya llevado a cabo una ejecución en Canadá por ese motivo. En la mayoría de los casos, las sentencias eran conmutadas o los condenados recibían el perdón de los gobernadores coloniales. Dos figuras políticas destacadas de la época, Alexander Wood y George Herchmer Markland, enfrentaron investigaciones penales por acusaciones relacionadas con conductas homosexuales, aunque ambos evitaron castigos judiciales al aceptar abandonar sus cargos públicos.
En 1859, Canadá incorporó nuevamente su legislación sobre la sodomía en los Estatutos Consolidados de Canadá. La ley establecía que "toda persona culpable del abominable delito de sodomía, ya sea con otro ser humano o con un animal, será castigada con la pena de muerte como delincuente".
La sodomía continuó siendo un delito punible con la pena de muerte hasta 1869, año en que una reforma del código penal canadiense eliminó ese castigo para todos los delitos, salvo los considerados más graves.Posteriormente, en 1892, se promulgó una ley más amplia que criminalizaba no solo la sodomía, sino también cualquier otra conducta homosexual entre hombres bajo el término de "indecencia grave", como parte de una modernización general del sistema penal.

## SigloXX
Las reformas al Código Penal de 1948 y 1961 permitieron etiquetar a los hombres homosexuales como "psicópatas sexuales delincuentes" o "delincuentes sexuales peligrosos", lo que conllevaba penas de prisión por tiempo indefinido.

### Década de 1960
Durante las décadas de 1950 y 1960, en Canadá se utilizó la llamada "máquina de frutas" como parte de una campaña para identificar y expulsar a personas homosexuales de la administración pública, la Real Policía Montada de Canadá (RCMP) y las fuerzas armadas. Muchos empleados fueron despedidos como resultado. Aunque el financiamiento del proyecto terminó a fines de los años 60, las investigaciones continuaron y la RCMP llegó a reunir archivos sobre más de 9000 personas sospechosas de ser homosexuales.
El caso de Everett George Klippert generó una intensa discusión pública sobre la homosexualidad en Canadá. Fue la última persona en ser arrestada, juzgada y encarcelada por mantener relaciones homosexuales antes de que se despenalizaran en 1969, una reforma motivada directamente por su caso.En 1965, Klippert fue interrogado por la policía durante una investigación sobre un incendio en los Territorios del Noroeste y, al admitir que había tenido relaciones sexuales con hombres, fue detenido. Los psiquiatras concluyeron que era poco probable que dejara de tener ese tipo de relaciones, por lo que fue clasificado como delincuente peligroso y sentenciado a cadena perpetua.La revista Maclean's publicó un artículo en defensa de los derechos de los homosexuales, lo que impulsó los llamados a reformar la legislación. Klippert fue liberado en 1971.
En Canadá, las relaciones sexuales entre personas del mismo sexo fueron despenalizadas tras la aprobación del Proyecto de Ley C-150, propuesto en 1967 y aprobado en 1969. La iniciativa fue impulsada por Pierre Trudeau, entonces Ministro de Justicia y futuro primer ministro, quien expresó su postura con la conocida frase: «No hay cabida para el Estado en los dormitorios de la nación».

### Década de 1970
En 1971 se realizó en Ottawa la primera protesta por los derechos de las personas homosexuales en Canadá, conocida como la manifestación We Demand.Ese mismo año, en Toronto, comenzó a circular The Body Politic, el primer periódico canadiense dedicado a la liberación gay, el cual se mantuvo activo por alrededor de 15 años.En 1972, se transmitió Coming Out, una serie documental de corta duración que se convirtió en el primer programa de televisión LGBT del país, emitido por la señal de cable Maclean-Hunter en Toronto.
En 1973, distintas ciudades de Canadá organizaron actividades en apoyo a los derechos de las personas homosexuales, en el marco de lo que se conoció como la Semana del Orgullo de ese año.
En 1974, un suceso significativo tuvo lugar en Toronto, Ontario, cuando cuatro lesbianas, conocidas como las "Cuatro de Brunswick", fueron expulsadas de la cervecería Brunswick House, un establecimiento popular en la calle Bloor. Posteriormente, las mujeres fueron arrestadas y tres de ellas enfrentaron cargos ante el Tribunal de Ontario por obstrucción a la justicia.En mayo de ese mismo año, dos fueron absueltas, mientras que Adrienne Potts recibió una sentencia de tres meses de libertad condicional. El historiador Tom Warner considera que este incidente representó un punto de inflexión en el activismo LGBT en Canadá, impulsando un movimiento de liberación gay y lésbico más combativo, comparable al impacto que tuvieron los disturbios de Stonewall Inn en Estados Unidos. Warner también destaca que este fue uno de los primeros casos relacionados con temas homosexuales que atrajo una amplia atención mediática en el país.
En 1975 y 1976, hubo protestas tras redadas policiales en bares gay de Québec y Ottawa antes de los Juegos Olímpicos de 1976.
Las redadas de 1977 en los baños públicos Mystique y Truxx ocurrieron en Montreal, lo que en pocos meses convirtió a Québec en la primera jurisdicción del mundo, más grande que una ciudad o condado, en prohibir la discriminación por orientación sexual en sectores públicos y privados.La Carta de Derechos Humanos y Libertades de Québec protege el empleo, la vivienda, ciertos servicios y otras actividades, aunque no se aplica a ámbitos regulados por el gobierno federal. Ese mismo año, se modificó la Ley de Inmigración de Canadá, eliminando la prohibición de entrada de hombres homosexuales.

### Década de 1980

#### 1980–1984
El 5 de febrero de 1981, la policía de Toronto llevó a cabo redadas en cuatro baños públicos gay durante la llamada Operación Jabón. Este hecho es visto como un momento clave en la historia LGBT canadiense, pues generó una respuesta comunitaria sin precedentes —hoy considerada el equivalente canadiense de los disturbios de Stonewall de 1969—.Una de las marchas de protesta surgidas de esta movilización se reconoce como el primer evento del Orgullo de Toronto.
En 1982, Canadá patrió su Constitución e incorporó la Carta Canadiense de Derechos y Las Libertades. El artículo 15 de dicha Carta garantiza la igualdad ante la ley y la misma protección y beneficios legales sin discriminación, aunque no menciona expresamente la orientación sexual. Sin embargo, fue redactado con carácter inclusivo, permitiendo a los tribunales decidir su alcance.En 1995, la Corte Suprema de Canadá concluyó en el caso Egan c. Canadá que la orientación sexual debía considerarse incluida en dicho artículo.
En 1983 se fundaron los Archivos Gay de Québec, una institución dedicada a preservar la historia y memoria de las comunidades LGBT en la provincia.
En 1984, Pink Triangle Services se convirtió en la primera organización benéfica gay registrada en Canadá.Posteriormente amplió su enfoque para incluir a todas las personas de la comunidad queer y adoptó el nombre PTS, convirtiéndose en un centro dedicado a celebrar la diversidad sexual y de género.
Durante la década de 1980, se realizaron varios intentos de añadir la orientación sexual a la Ley Canadiense de Derechos Humanos del gobierno federal. Sin embargo, esta enmienda no fue aprobada hasta 1996.

#### 1985–1989
En 1986, la orientación sexual se incorporó al Código de Derechos Humanos de Ontario como motivo prohibido de discriminación. Esta legislación, como muchas otras en Canadá, prohíbe la discriminación en el empleo, la vivienda, los servicios y otras áreas dentro de los sectores público y privado, aunque no se aplica a las actividades reguladas por el gobierno federal.Ese mismo año, se fundó Egale Canada, una organización nacional dedicada a la defensa de los derechos de las personas LGBTQ+.
A principios de 1987, la orientación sexual se incluyó en la Ley de Derechos Humanos de Yukóny más tarde en el Código de Derechos Humanos de Manitoba.
En 1987, la Alianza del Servicio Público de Canadá logró que se otorgaran beneficios a parejas del mismo sexo de empleados del gobierno de los Territorios del Noroeste, siendo la primera vez que esto ocurría en el sector público canadiense.
En 1988, el diputado Svend Robinson, del Nuevo Partido Democrático, se convirtió en el primer miembro del Parlamento en hablar abiertamente sobre su homosexualidad. Ese mismo año, la Iglesia Unida de Canadá hizo historia al autorizar la ordenación de personas homosexuales y lesbianas.

### Década de 1990

#### 1990–1994
En 1990, los trabajadores del gobierno de Yukón pasaron a ser el segundo grupo de empleados del sector público en Canadá cuyas parejas del mismo sexo podían acceder a beneficios conyugales, incluyendo cobertura dental.
En 1991, Nueva Escocia incorporó la orientación sexual como motivo prohibido de discriminación en su Ley de Derechos Humanos.
En 1992, Canadá eliminó la prohibición que impedía a las personas homosexuales servir en las Fuerzas Armadas, una medida anunciada por la entonces Ministra de Justicia Kim Campbell, quien más tarde sería la primera mujer en asumir el cargo de primera ministra del país. Esta decisión, respaldada por el fallo judicial en el caso Haig c. Canadá, también permitió que los miembros del ejército vivieran en bases militares junto a sus parejas del mismo sexo.Ese mismo año, Nuevo Brunswick y Columbia Británica incluyeron la orientación sexual en sus leyes de derechos humanos.
En 1993, Saskatchewan incorporó la orientación sexual a su Ley de Derechos Humanos. Ese mismo año, la Corte Suprema de Canadá desestimó una demanda por discriminación por orientación sexual en el caso Canadá (Fiscal General) c. Mossop, debido a que la argumentación del caso no se basó en la Carta Canadiense de los Derechos y Las Libertades.
En 1994, la Corte Suprema de Canadá falló que las personas homosexuales tenían derecho a solicitar asilo en el país alegando persecución por su orientación sexual. Ese mismo año, una redada policial en un bar de Montreal, en la que 300 personas fueron acusadas injustamente de encontrarse en un burdel, generó un escándalo público que llevó a la renuncia del jefe de policía.

#### 1995–1999
En 1995, la Corte Suprema de Canadá resolvió en el caso Egan c. Canadá que la orientación sexual debía entenderse como un motivo de discriminación prohibido bajo el artículo 15 de la Carta Canadiense de los Derechos y las Libertades, incorporada a la Constitución.Este precedente tuvo gran alcance, ya que el artículo 15 rige todas las leyes, incluidas las de derechos humanos, que impiden la discriminación por parte de empleadores, arrendadores, entidades gubernamentales y proveedores de servicios. Ese mismo año, un tribunal de Ontario falló a favor de permitir que parejas del mismo sexo adoptaran conjuntamente, convirtiendo a la provincia en la primera en reconocer este derecho.Actualmente, la mayoría de provincias canadienses permiten la adopción por parte de parejas homosexuales, así como por personas solteras. También en 1995, Terranova modificó su Ley de Derechos Humanos para incluir la orientación sexual.
En 1996, el gobierno canadiense incorporó la orientación sexual a la Ley Canadiense de Derechos Humanos, extendiendo así la protección contra la discriminación a las actividades reguladas por el gobierno federal en todo el país.En ese mismo año, el Partido Verde de Canadá se posicionó como el primero entre los partidos registrados a nivel federal en apoyar abiertamente la legalización del matrimonio entre personas del mismo sexo.
En 1998, la Corte Suprema de Canadá resolvió el caso Vriend c. Alberta, estableciendo que, conforme al artículo 15 de la Carta Canadiense de los Derechos y las Libertades, la ley de derechos humanos de Alberta debía aplicarse como si incluyera explícitamente la orientación sexual, aunque no lo hiciera textualmente.Ese mismo año, Glen Murray fue elegido alcalde de Winnipeg, convirtiéndose en el primer alcalde abiertamente gay de una gran ciudad en América del Norte.Además, la Isla del Príncipe Eduardo modificó su ley de derechos humanos para incorporar la orientación sexual como categoría protegida.
En 1999, la Corte Suprema de Canadá emitió un fallo significativo en el caso M. c. H., determinando que las parejas del mismo sexo debían gozar de los mismos derechos y obligaciones que las parejas heterosexuales en common law. A pesar de este avance, ese mismo año la Cámara de los Comunes votó mayoritariamente (216 a 55) a favor de mantener la definición legal del matrimonio como la unión entre un hombre y una mujer.Además, ese año se aprobó la Ley de Derechos Humanos de Nunavut, que incluyó la orientación sexual como motivo protegido contra la discriminación.

### Década de 2000

#### 2000–2004

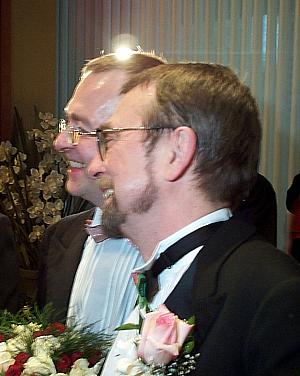
Michael Hendricks y René Leboeuf, la primera pareja del mismo sexo legalmente casada en la provincia canadiense de Québec.

En abril del año 2000, el gobierno federal, liderado por el Partido Liberal, respondió al fallo de la Corte Suprema de 1999 mediante la aprobación del Proyecto de Ley C-23. Esta legislación reformó 68 leyes federales, extendiendo a las parejas del mismo sexo en relaciones de hecho los mismos beneficios y obligaciones que a las parejas heterosexuales. Las reformas abarcaron áreas como pensiones, leyes de quiebra, impuestos sobre la renta, programas de seguridad para la vejez e inmigración, entre otras.
En el año 2000, la Corte Suprema de Canadá resolvió el caso Little Sisters Book and Art Emporium c. Canadá (Ministro de Justicia), declarando que las publicaciones de temática gay, incluso si son sexualmente explícitas, están amparadas por la libertad de expresión establecida en la Carta Canadiense de los Derechos y las Libertades.A pesar de este fallo, la librería Little Sister's Book and Art Emporium ha seguido enfrentando lo que considera prácticas discriminatorias por parte de la agencia fronteriza canadiense y ha continuado emprendiendo acciones legales al respecto.
En 2001, Libby Davies, diputada del Nuevo Partido Democrático (NDP), reveló públicamente que tenía una pareja de hecho mujer. Con ello, se convirtió en la primera mujer miembro del Parlamento canadiense en declararse abiertamente parte de la comunidad LGBT.
En 2002, los Territorios del Noroeste modificaron su Ley de Derechos Humanos para incluir tanto la orientación sexual como la identidad de género entre los motivos protegidos contra la discriminación.
En 2003, el Tribunal de Apelaciones de Columbia Británica dictaminó por unanimidad que restringir el matrimonio a parejas heterosexuales infringía los derechos de igualdad garantizados por la ley. Aunque el fallo concedía al gobierno federal un plazo de dos años para ajustar la legislación,poco después, en junio, el Tribunal de Apelaciones de Ontario ratificó una decisión previa que permitía el matrimonio entre personas del mismo sexo, convirtiendo a Ontario en la primera provincia canadiense en legalizarlo de manera efectiva.
En mayo de 2004, tanto la Cámara de los Comunes como el Senado aprobaron el Proyecto de Ley C-250, que incorporó la orientación sexual a la sección del Código Penal relativa a la "propaganda de odio". Con esta modificación, se prohibió legalmente la incitación al odio por motivos de orientación sexual. No obstante, se estableció una excepción para los líderes religiosos, quienes quedaron excluidos de esta disposición.
En julio de 2004, el primer ministro Paul Martin designó a Scott Brison como ministro de Obras Públicas y Servicios Gubernamentales, convirtiéndolo en la primera persona abiertamente homosexual en ocupar un cargo en el gabinete federal canadiense. Brison, previamente afiliado al Partido Conservador Progresista, había aspirado al liderazgo del partido.
En diciembre de 2004, la Corte Suprema de Canadá emitió su opinión sobre el proyecto de ley federal que buscaba permitir el matrimonio entre personas del mismo sexo en todo el país. El tribunal confirmó que el gobierno federal posee la autoridad exclusiva para definir qué constituye un matrimonio. Además, declaró que el matrimonio igualitario es compatible con la Constitución y que su legalización se fundamenta en ella. También aclaró que los líderes religiosos no pueden ser obligados a oficiar matrimonios entre personas del mismo sexo. No obstante, la Corte optó por no pronunciarse sobre si la definición tradicional del matrimonio vulneraba la Carta de Derechos.

#### 2005–2009
El 28 de junio de 2005, la Cámara de los Comunes respaldó la Ley de Matrimonio Civil (Proyecto de Ley C-38) con 158 votos a favor y 133 en contra.Posteriormente, el 19 de julio de ese mismo año, el Senado también aprobó la iniciativa con una votación de 47 contra 21.
El 20 de julio de 2005, la Ley C-38 fue oficialmente promulgada tras recibir la sanción real por parte de Beverley McLachlin, entonces presidenta de la Corte Suprema de Canadá, quien actuaba como vicegobernadora general.Con ello, Canadá se convirtió en la cuarta nación del mundo en legalizar el matrimonio entre personas del mismo sexo a nivel nacional, después de los Países Bajos, Bélgica y España. Las uniones de este tipo ya se venían celebrando desde 2003 en provincias como Ontario y Columbia Británica, a partir de decisiones judiciales. Incluso, un fallo del Tribunal de Apelaciones de Ontario validó retroactivamente un matrimonio religioso realizado en enero de 2001, considerándolo el primer matrimonio igualitario legal de la era contemporánea, anterior a la legislación neerlandesa en abril de ese año.
En 2006, Montreal fue sede de la Conferencia Internacional sobre Derechos Humanos LGBT, evento que concluyó con la firma de la Declaración de Montreal.Poco después, el municipio de Ville-Marie, perteneciente a Montreal, se convirtió en la primera entidad gubernamental del mundo en respaldar oficialmente dicha declaración. Más adelante, en septiembre del mismo año, el Nuevo Partido Democrático (NDP) se convirtió en el primer partido político a nivel global en adoptarla durante su convención.
Para el año 2009, todas las provincias y territorios canadienses habían incorporado la orientación sexual en sus respectivas legislaciones sobre derechos humanos. Además, los Territorios del Noroeste también habían añadido la identidad de género a su normativa.

### Década de 2010
En febrero de 2011, la Cámara de los Comunes aprobó en tercera lectura el Proyecto de Ley C-389, propuesto por el diputado del NDP Bill Siksay, con el fin de incluir la identidad y la expresión de género como categorías protegidas contra la discriminación en la Ley Canadiense de Derechos Humanos.Sin embargo, el proyecto no fue debatido en el Senado debido a la disolución del Parlamento. Posteriormente, fue presentado nuevamente como el Proyecto de Ley C-279 y logró pasar la segunda lectura el 6 de junio de 2012.Ese mismo mes, Ontario incorporó la identidad y la expresión de género a su Código de Derechos Humanos, mientras que Manitoba añadió la identidad de género.
Las elecciones del 2 de mayo de 2011 dieron como resultado un gobierno con mayoría conservadora. Al mismo tiempo, el Nuevo Partido Demócrata (NDP) asumió el rol de oposición oficial y logró formar el mayor grupo parlamentario LGBT en la historia de Canadá, con cuatro legisladores LGBT, cifra que más adelante subió a cinco.
El 6 de diciembre de 2012, el Proyecto de Ley N.º 140 de la 61.ª Asamblea General de Nueva Escocia, conocido como la Ley de Protección de Personas Transgénero, recibió la aprobación real por parte de la entonces vicegobernadora Mayann Francis. Esta ley incorporó la identidad y la expresión de género a los aspectos específicamente protegidos contra el acoso en la Ley de Derechos Humanos de la provincia.
El 26 de enero de 2013, Kathleen Wynne fue elegida como líder del Partido Liberal de Ontario y, el 11 de febrero del mismo año, asumió el puesto de la 25.ª primera ministra de Ontario. Con ello, se convirtió en la primera mujer y la primera persona abiertamente LGBT en ocupar ese cargo en la provincia. Gracias a su posición, Wynne se convirtió en la funcionaria electa abiertamente LGBT de más alto rango en la historia de América del Norte.
El 28 de febrero de 2016, CBC News informó que el primer ministro Justin Trudeau planeaba recomendar un indulto póstumo para Everett George Klippert, la última persona en Canadá encarcelada por su orientación homosexual. Esta acción se realizaría bajo la Prerrogativa Real de Misericordia. El abogado y activista LGBT Doug Elliott señaló: “Es maravilloso que el joven Trudeau esté concluyendo el trabajo que su padre inició”.
El 19 de junio de 2017, el proyecto de ley C-16 se convirtió oficialmente en ley tras completar su trámite en la Cámara de los Comunes y el Senado, y recibir la sanción real, lo que hizo que entrara en vigor de manera inmediata.
El 28 de noviembre de 2017, el primer ministro Justin Trudeau ofreció una disculpa formal a la comunidad LGBT en la Cámara de los Comunes, con el objetivo de reconocer injusticias pasadas y dar inicio a un proceso de sanación. En su discurso, Trudeau condenó la "opresión y el rechazo sistémicos promovidos por el Estado" y reconoció la represión de las identidades indígenas de dos espíritus, así como el uso indebido de las leyes que criminalizó a ciudadanos por su orientación sexual. Esta disculpa marcó el comienzo de un proceso para eliminar los antecedentes penales de quienes fueron perseguidos durante la llamada "Purga", una política activa entre las décadas de 1950 y 1990 que afectó a personas LGBT en el servicio público y las fuerzas armadas, quienes también recibirían compensaciones.La represión fue más allá de enjuiciar a hombres por mantener relaciones homosexuales incluso después de su despenalización en 1969; incluyó políticas institucionales que reforzaron la homofobia en la sociedad, intensificando la marginación y afectando profundamente el bienestar de esta comunidad.